# Sébastien Pocognoli
Sébastien Pocognoli (Liège, 1 de agosto de 1987) é um ex-futebolista belga que atuava como lateral-esquerdo, atual treinador. Atualmente treina o sub 21 do Union SG.

## Carreira

### Genk
Descendente de italianos, Pocognoli começou sua carreira profissional em 2003, quando tinha apenas 16 anos, pelo Genk. 

### Az Alkmaar
Seu desempenho chamou a atenção do AZ, que o contratou em 2007. Permaneceu no AZ até janeiro de 2010 quando se transferiu para o Standard Liège. 

### Hannover 96
Em janeiro de 2013 assina contrato com o Hannover 96.

### West Bromwich Albion
Em 12 de Julho de 2014, West Bromwich confirmou sua contratação por três temporadas.

## Seleção
Pocogonoli integrou o elenco da Seleção Belga de Futebol,  que competiu nos Jogos Olímpicos de Verão de 2008.. 

## Títulos
AZ Alkmaar
- Campeonato Holandês: 2008–09
- Supercopa da Holanda: 2009